# Motiv3 Pro-Cycling Team
Das Motiv3 Pro-Cycling Team war ein norwegisches Radsportteam mit Sitz in Asker, die von 2012 bis 2014 existierte.
Die Mannschaft wurde 2012 gegründet und nahm als Continental Team an den UCI Continental Circuits teil. Manager war Gunnar Hakenrud, der von den Sportlichen Leitern Atle Pedersen und Jan Ragnar Hagen unterstützt wurde.

## Saison 2014

### Zugänge – Abgänge
| Zugänge                  | Team 2013                           | Abgänge                         | Team 2014             |
| ------------------------ | ----------------------------------- | ------------------------------- | --------------------- |
| Audun Brekke Fløtten     | Joker Merida                        | Phan Åge Haugård                | Frøy-Bianchi          |
| Christer Jensen          | Joker Merida                        | Andreas Landa                   | Frøy-Bianchi          |
| Anders Kristoffersen     | Ringeriks-Kraft Look                | Magnus Børresen                 | Team Øster Hus-Ridley |
| Frans-Leonard Markaskard | Team Øster Hus-Ridley               | Krister Hagen                   | Team Øster Hus-Ridley |
| Vegard Nyhus             | OneCo-Mesterhus Cycling Team (2012) | Christian Hannestad             | Lillehammer CK        |
| Jonas Abrahamsen         | Neoprofi                            | Jon Einar Bergsland             | Unbekannt             |
| Sivert Fandrem           | Neoprofi                            | Jonas Abrahamsen (bis 20. Juni) | Team Øster Hus-Ridley |
| Sverre Skogan Fredriksen | Neoprofi                            |                                 |                       |
| Anders Lie Hakenrud      | Neoprofi                            |                                 |                       |
| Njål Kleiven             | Neoprofi                            |                                 |                       |
| Åsmund Romstad Løvik     | Neoprofi                            |                                 |                       |
| Nikolai Lunder           | Neoprofi                            |                                 |                       |

### Mannschaft
| Name                     | Geburtstag        | Nationalität | Team 2015            |
| ------------------------ | ----------------- | ------------ | -------------------- |
| Niklas Åkvik             | 31. März 1989     | Norwegen     |                      |
| Sivert Fandrem           | 10. März 1994     | Norwegen     |                      |
| Audun Brekke Fløtten     | 20. August 1990   | Norwegen     | Team Ringeriks-Kraft |
| Sverre Skogan Fredriksen | 18. Dezember 1995 | Norwegen     |                      |
| Marius Ness Haave        | 18. Februar 1986  | Norwegen     |                      |
| Anders Lie Hakenrud      | 6. Februar 1994   | Norwegen     | Frøy Oslo            |
| Sondre Moen Hurum        | 2. Dezember 1988  | Norwegen     |                      |
| Christer Jensen          | 19. Februar 1990  | Norwegen     | Team Ringeriks-Kraft |
| Njål Kleiven             | 1. Mai 1994       | Norwegen     | Team Ringeriks-Kraft |
| Anders Kristoffersen     | 23. März 1993     | Norwegen     | Frøy Oslo            |
| Øystein Stake Laengen    | 7. Februar 1989   | Norwegen     |                      |
| Åsmund Romstad Løvik     | 1. Mai 1989       | Norwegen     | Team FixIT.no        |
| Nikolai Lunder           | 12. Oktober 1994  | Norwegen     | Frøy Oslo            |
| Frans-Leonard Markaskard | 27. Oktober 1990  | Norwegen     |                      |
| Vegard Nyhus             | 5. Mai 1989       | Norwegen     |                      |

## Platzierungen in UCI-Ranglisten
UCI Europe Tour
| Saison | Mannschaftswertung | Fahrerwertung              |
| ------ | ------------------ | -------------------------- |
| 2012   | 105.               | Jon Einar Bergsland (760.) |
| 2013   | 99.                | Magnus Børresen (477.)     |
| 2014   | -                  | -                          |